# أماريلو (من الأفضل الاتصال بسول)
«أماريلو» (بالإنجليزية: Amarillo)‏ هي الحلقة الثالثة للموسم الثاني من مسلسل إيه إم سي التلفزيوني الدرامي من الأفضل الاتصال بسول، المسلسل يُعتبر بادئة من مسلسل اختلال ضال. تم بث الحلقة في 29 فبراير 2016 على قناة إيه إم سي بالولايات المتحدة. خارج الولايات المتحدة، تم عرض الحلقة لأول مرة على خدمة البث نتفليكس في عدة بلدان.

## الاستقبال

### التقييمات
عند بثها، تلقت الحلقة 2.20 مليون مشاهد أمريكي، وتصنيف 18-49 من 1.0.

## وصلات خارجية
- «أماريلو» على إيه إم سي (بالإنجليزية)
- «أماريلو» على قاعدة بيانات الأفلام على الإنترنت (بالإنجليزية)